# Série des normes ISO 14000
La série des normes ISO 14000 désigne l'ensemble des normes qui concernent le management environnemental.
La norme ISO 14050 donne comme définition du système de management environnemental (SME) : Composante du système de management global qui inclut la structure organisationnelle, les activités de planification, les responsabilités, les pratiques, les procédures, les procédés et les ressources pour établir, mettre en œuvre, réaliser, passer en revue et maintenir la politique environnementale (§2.1.).
Ces normes s'adressent donc à toutes les organisations (souvent des sociétés mais il y a de nombreux autres cas), qui veulent mettre en œuvre une gestion visant à maîtriser son impact sur l'environnement.
L'ensemble de ces normes forme un outil visant à harmoniser l'approche des organisations en ce qui concerne la gestion environnementale. Leur application est en général volontaire. Cependant, il arrive fréquemment qu'un donneur d'ordre privé ou public impose la mise en place d'un système de gestion environnemental à ses fournisseurs ou sous-traitants. Cette exigence est d'ailleurs souvent le résultat de sa propre politique environnementale.

## La norme ISO 14001
La plus célèbre et la plus utilisée des normes de cette série est la norme ISO 14001. Une organisation peut faire certifier son système de management environnemental suivant cette norme par des organismes tierce partie accrédités comme l'Association française pour l'assurance de la qualité, Ecocert Environnement (Ecopass), le Bureau Veritas Certification, le Lloyd's Registre, DEKRA Certification, SGS, le bureau d'études CRISTALE etc. Cette certification est réalisée par un système d'audit par rapport au second nouveau référentiel ISO 14001.
La dernière mise à jour de cette norme a eu lieu en 2015. Les entreprises certifiées ISO 14001:2004 avaient jusqu'au dernier trimestre de 2018 pour se mettre à jour par rapport à la version 2015, sinon elles ne seront plus aptes à être certifiées ISO 14001:2004.
Les autres normes sont des normes supports non-obligatoires (sauf cas particulier) dans le cadre d'une certification, mais destinées à aider et à donner des outils communs.

## Un parallèle avec la norme degestion de la qualité
Pour faciliter l'intégration de ces normes, les normalisateurs leur ont donné une structure très proche à celle des normes de gestion de la qualité (ISO 9001, ISO 9004). La norme qui décrit l'outil de vérification de la mise en place et du fonctionnement du SME étant commune (ISO 19011).
| Objectif de la norme | Référence de la norme qualité | Référence de la norme environnement |
| -------------------- | ----------------------------- | ----------------------------------- |
| Vocabulaire          | ISO 9000                      | ISO 14000                           |
| Exigences            | ISO 9001                      | ISO 14001                           |
| Lignes directrices   | ISO 9004                      | ISO 14004                           |
| Audit                | ISO 19011                     | ISO 19011                           |

## Normes spécifiques

### Marquage et déclarations environnementales
- ISO 14020 : Étiquettes et déclarations environnementales - Principes généraux.
- ISO 14021 : Marquage et déclarations environnementales - Autodéclarations environnementales (étiquetage de type II).
- ISO 14024 : Marquage et déclarations environnementales - Étiquetage environnemental de type I - Principes et méthodes.
- ISO 14025 (version PR, projet) : Marquage et déclarations environnementaux - Déclarations environnementales de type III.

### Management environnemental
- ISO 14040 : Management environnemental - Analyse du cycle de vie - Principes et cadre.
- ISO 14041 : (obsolète) Management environnemental - Analyse du cycle de vie - Définition de l'objectif et du champ d'étude et analyse.
- ISO 14042 : (obsolète) Management environnemental - Analyse du cycle de vie - Évaluation de l'impact du cycle de vie.
- ISO 14043 : (obsolète) Management environnemental - Analyse du cycle de vie - Interprétation du cycle de vie.
- ISO 14044 : Management environnemental - Analyse du cycle de vie - Exigences et lignes directrices.
  - Cette nouvelle norme, avec la version de 2006 de ISO 14040, annule et remplace ISO 14040:1997, ISO 14041:1999, ISO 14042:2000 et ISO 14043:2000, qui ont été révisées.
- ISO 14062 : (obsolète) Management environnemental — Intégration des aspects environnementaux dans la conception et le développement de produit.
- ISO 14063 : Management environnemental — Communication environnementale — Lignes directrices et exemples.
- ISO 14065 : Principes généraux et exigences pour les organismes de validation et de vérification de l’information environnementale

### Gaz à effet de serre
- IWA 42[1] : Lignes directrices relatives à l’objectif de zéro émission nette.
- ISO 14064 Gaz à effet de serre (3 parties) :
  - ISO 14064-1 : Spécification et lignes directrices, au niveau des organismes, pour la quantification et la déclaration des émissions et des suppressions des gaz à effet de serre ;
  - ISO 14064-2 : Spécifications et lignes directrices, au niveau des projets, pour la quantification, la surveillance et la rédaction de rapports sur les réductions d’émissions ou les accroissements de suppressions des gaz à effet de serre ;
  - ISO 14064-3 : Spécifications et lignes directrices pour la vérification et la validation des déclarations des gaz à effet de serre.
- ISO 14066 : Exigences de compétence pour les équipes de validation et les équipes de vérification de gaz à effet de serre.
- ISO 14067 : Gaz à effet de serre — Empreinte carbone des produits — Exigences et lignes directrices pour la quantification
- ISO 14068 : Gestion des gaz à effet de serre et du changement climatique et activités associées — Neutralité carbone.
- ISO 14069 : Principes, concepts et méthodes de quantification et de déclaration des émissions de gaz à effet de serre.
- ISO 14080 : Gestion des gaz à effet de serre et activités associées — Cadre et principes des méthodologies applicables aux mesures en faveur du climat
- ISO 14083 : Gaz à effet de serre — Quantification et déclaration des émissions de gaz à effet de serre résultant des opérations des chaînes de transport

### Adaptation au changement climatique
- ISO 14090 : Adaptation au changement climatique — Principes, exigences et lignes directrices
- ISO 14091 : Adaptation au changement climatique — Lignes directrices sur la vulnérabilité, les impacts et l'évaluation des risques
- ISO 14092 : Adaptation au changement climatique — Exigences et recommandations relatives à la planification de l'adaptation pour les autorités locales et les communautés

## Liste des normes de la série ISO 14000
- ISO 14001 Management environnemental - Exigences et lignes directrices pour son utilisation. Dernière édition parue le 15 septembre 2015.
- ISO 14004 : Lignes directrices du système environnement
- ISO 14006 : Éco-conception, réduction des impacts environnementaux des produits et des services. système management Environnemental - Lignes directrices pour incorporer l'écoconception.
- ISO 14010, 11, 12 : Audit du système environnemental (annulées en Décembre 2002)
- ISO 14031 : Évaluation de la performance environnementale
- ISO 14040 : Analyse du cycle de vie, principes et cadre
- ISO 14044 : Analyse du cycle de vie, exigences et lignes directrices

Alors que les normes ISO 14004 et ISO 14010, 11, 12 sont considérées comme des normes outils, la norme ISO 14001 constitue le référentiel de base pour la certification. Il représente 18 exigences réparties en 6 chapitres :
1. Les exigences générales (intentions de l’établissement en termes d’environnement).
2. La politique environnementale (objectifs de l’entreprise).
3. La planification.
4. La mise en œuvre (réalisation des actions planifiées pour satisfaire à la politique environnementale)
5. Les contrôles et les actions correctives* (surveillance de la fonctionnalité du système de management environnemental)
6. La revue de direction.

- Il n’y a pas d’exigences absolues en matière de performance environnementale
- Exigence d’engagement dans la politique de la direction.
- Obligation d’arriver en conformité avec la législation et aux réglementations applicables.
- Il faut respecter le principe d’amélioration continue.
- L'attribution de l'ISO 14001 se fait à la suite d'un audit réalisé par un organisme certificateur accrédité tels que : AFNOR Certification, Ecocert Environnement (Ecopass), Bureau Veritas Certification, SGS…. En France ces organismes sont accrédités par le Comité français d'accréditation
- L'auditeur doit vérifier la conformité du système avec les exigences de la norme. Si une non-conformité majeure est notifiée, le système ne peut pas être certifié tant qu'elle n'est pas levée. L'auditeur porte ensuite son rapport d'audit devant une commission qui va décider de la certification ou non du système audité.
- La certification se déroule par cycle de 3 ans :
  - Année 1: audit complet (durée 2 à 3 jours)
  - Année 2 et 3: audit de suivi.
  - En français